# Patrick van Zundert
Patrick van Zundert (14 november 1975) is een voormalig Nederlands voetballer.
Van Zundert speelde twee seizoenen (1995-1997) in het betaalde voetbal bij Willem II. Hij speelde daar 13 wedstrijden en scoorde een keer.
Na de periode bij Willem II heeft hij nog twee jaar in België gespeeld bij RFC Capellen.